# Gabriel Pozzo
Gabriel Esteban Pozzo (Córdoba, 26 de marzo de 1979) es un piloto argentino de rally. Su copiloto más habitual fue Daniel Stillo.
Fue campeón del Campeonato Mundial de Rally Grupo N en la temporada 2001, siendo el primer campeón del mundo argentino de una categoría de la FIA luego de Juan Manuel Fangio. Pozzo condujo luego en World Rally Car para Škoda Motorsport en 2002-2003 y con un Ford Fiesta RS del equipo M-Sport en 2013.
Obtuvo el campeonato en la categoría N-3 del Rally Mobil en 2003 a bordo de un Nissan Primera, competencia en la que obtuvo 7 victorias a lo largo de tres temporadas.
Es uno de los pilotos más destacados del Campeonato Argentino de Rally, donde obtuvo el subcampeonato en 2010 y fue tercero en 2009 y 2012.
Corrió el Rally Dakar en las ediciones 2009 y 2010, abandonando en ambas por problemas mecánicos.
En 2015 compitió en el primer Campeonato Argentino de Rally Cross con un Renault Clio Maxi Rally.

## Resultados
Resultados en competencias mundiales actualizados a enero de 2016.

### Campeonato Mundial de Rally

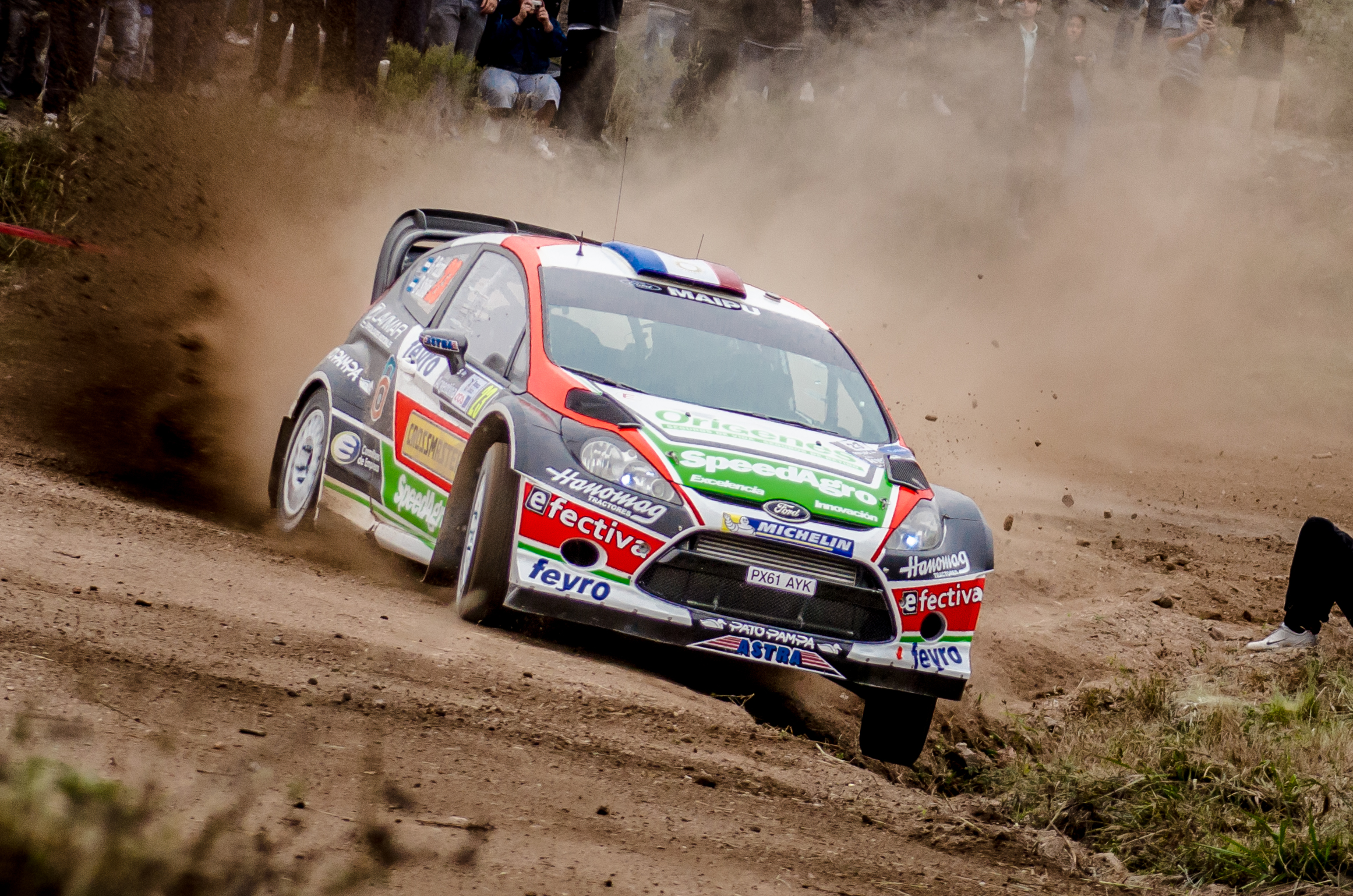
1. 23 Ford Fiesta RS WRC de Gabriel Pozzo y Daniel Stillo, durante el WRC 2013 de Argentina en Cabalango, Córdoba.

| Año  | Equipo                      | Auto                     | 1      | 2   | 3       | 4       | 5       | 6       | 7       | 8      | 9       | 10     | 11     | 12      | 13      | 14      | 15     | 16      | WDC  | Puntos |
| ---- | --------------------------- | ------------------------ | ------ | --- | ------- | ------- | ------- | ------- | ------- | ------ | ------- | ------ | ------ | ------- | ------- | ------- | ------ | ------- | ---- | ------ |
| 1998 | Gabriel Pozzo               | Subaru Impreza WRX       | MON    | SUE | KEN     | POR     | ESP     | FRA     | ARG Ret | GRE    | NZL     | FIN    | ITA    | AUS     | GBR     |         |        |         | -    | 0      |
| 2000 | Gabriel Pozzo               | Mitsubishi Lancer Evo VI | MON    | SUE | KEN Ret | POR Ret | ESP 28  | ARG 10  | GRE 11  | NZL    | FIN Ret | CHI 12 | FRA 29 | ITA Ret | AUS 21  | GBR     |        |         | -    | 0      |
| 2001 | Top Run                     | Mitsubishi Lancer Evo VI | MON 12 | SUE | POR Ret | ESP 18  | ARG 10  | CHI 13  | GRE 13  | KEN 6  | FIN 26  | NZL 18 | ITA 23 | FRA     | AUS 18  | GBR     |        |         | 24.º | 1      |
| 2002 | Škoda Motorsport            | Škoda Octavia WRC        | MON    | SUE | FRA     | ESP Ret | CHI 19  |         | GRE Ret | KEN    | FIN     | ALE    | ITA    | NZL     | AUS     | GBR     |        |         | –    | 0      |
| 2002 | Škoda Motorsport            | Škoda Octavia WRC Evo2   |        |     |         |         |         | ARG 9   |         |        |         |        |        |         |         |         |        |         | –    | 0      |
| 2003 | Škoda Motorsport            | Škoda Octavia WRC Evo3   | MON    | SUE | TUR     | NZL     | ARG Ret | GRE     | CHI     | ALE    | FIN     | AUS    | ITA    | FRA     | ESP     | GBR     |        |         | -    | 0      |
| 2004 | Gabriel Pozzo               | Subaru Impreza WRX STi   | MON    | SUE | MEX     | NZL     | CHI     | GRE     | TUR     | ARG 8  | FIN     | ALE    | JPN    | GBR     | ITA     | FRA     | ESP    | AUS     | 34.º | 1      |
| 2005 | Subaru Argentina Rally Team | Subaru Impreza WRX STi   | MON    | SUE | MEX     | NZL Ret | ITA     | CHI 17  | TUR     | GRE    | ARG 23  | FIN    | ALE    | GBR     | JPN Ret | FRA     | ESP    | AUS 11  | -    | 0      |
| 2006 | Gabriel Pozzo               | Mitsubishi Lancer Evo IX | MON    | SUE | MEX Ret | ESP     | FRA     | ARG Ret | ITA     | GRE 18 | ALE     | FIN    | JPN 9  | CHI     | TUR     | AUS DSQ | NZL    | GBR     | -    | 0      |
| 2007 | Tango Rally Team            | Mitsubishi Lancer Evo IX | MON    | SUE | NOR     | MEX     | POR     | ARG 13  | ITA     | GRE 23 | FIN     | ALE    | NZL 16 | ESP     | FRA     | JPN 9   | IRL 11 | GBR Ret | -    | 0      |
| 2008 | Barattero                   | Subaru Impreza STi N14   | MON    | SUE | MEX     | ARG Ret | JOR     | ITA     | GRE     | TUR    | FIN     | ALE    | NZL    | ESP     | FRA     | JPN     | GBR    |         | -    | 0      |
| 2009 | Barattero                   | Subaru Impreza STi N14   | IRA    | NOR | CHI     | POR     | ARG Ret | ITA     | GRE     | POL    | FIN     | AUS    | ESP    | GBR     |         |         |        |         | -    | 0      |
| 2013 | Catar M-Sport WRT           | Ford Fiesta RS WRC       | MON    | SUE | MEX     | POR     | ARG 11  | GRE     | ITA     | FIN    | ALE     | AUS    | FRA    | ESP     | GBR     |         |        |         | -*   | 0*     |

### PWRC
| Año  | Equipo                      | Auto                     | 1     | 2       | 3       | 4       | 5     | 6     | 7       | 8       | 9       | 10    | 11    | 12      | 13    | 14  | Pos. | Puntos |
| ---- | --------------------------- | ------------------------ | ----- | ------- | ------- | ------- | ----- | ----- | ------- | ------- | ------- | ----- | ----- | ------- | ----- | --- | ---- | ------ |
| 2000 | Gabriel Pozzo               | Mitsubishi Lancer Evo VI | MON   | SUE     | KEN Ret | POR Ret | ESP 9 | ARG 2 | GRE 1   | NZL     | FIN Ret | CHI 2 | FRA 9 | ITA Ret | AUS 7 | GBR | 3.º  | 22     |
| 2001 | Córdoba Rally Team          | Mitsubishi Lancer Evo VI | MON 4 | SUE     | POR Ret | ESP 1   | ARG 1 | CHI 3 | GRE 1   | KEN 1   | FIN 2   | NZL 2 | ITA 2 | FRA     | AUS 2 | GBR | 1.º  | 75     |
| 2005 | Subaru Argentina Rally Team | Subaru Impreza WRX STi   | SUE   | NZL Ret | CHI 4   | TUR     | ARG 5 | GBR   | JPN Ret | AUS 3   |         |       |       |         |       |     | 10.º | 15     |
| 2006 | Gabriel Pozzo               | Mitsubishi Lancer Evo IX | MON   | MEX Ret | ARG Ret | GRE 2   | JPN 2 | CHI   | AUS DSQ | NZL     |         |       |       |         |       |     | DSQ  | 0      |
| 2007 | Tango Rally Team            | Mitsubishi Lancer Evo IX | SUE   | MEX     | ARG 4   | GRE 7   | NZL 4 | JPN 1 | IRE 2   | GBR Ret |         |       |       |         |       |     | 2.º  | 30     |
| 2009 | Barattero                   | Subaru Impreza STi N14   | NOR   | CHI     | POR     | ARG Ret | ITA   | GRE   | AUS     | GBR     |         |       |       |         |       |     | -    | 0      |

### Rally Dakar
| Año     | Categoría | Vehículo   | Posición | Etapas |
| ------- | --------- | ---------- | -------- | ------ |
| 2009    | Coches    | Mitsubishi | Ret.     | -      |
| 2010    | Coches    | Subaru     | Ret.     | -      |
| Fuente: |           |            |          |        |

### Intercontinental Rally Challenge
| Año  | Equipo    | Auto                   | 1   | 2   | 3     | 4   | 5   | 6   | 7   | 8   | 9   | 10  | 11  | 12  | WDC  | Puntos |
| ---- | --------- | ---------------------- | --- | --- | ----- | --- | --- | --- | --- | --- | --- | --- | --- | --- | ---- | ------ |
| 2010 | Barattero | Subaru Impreza STi N14 | MON | BRA | ARG 4 | CAN | ITA | BEL | AZO | MAD | CHE | ITA | ESC | CHI | 19.º | 5      |